# Canon EOS D60

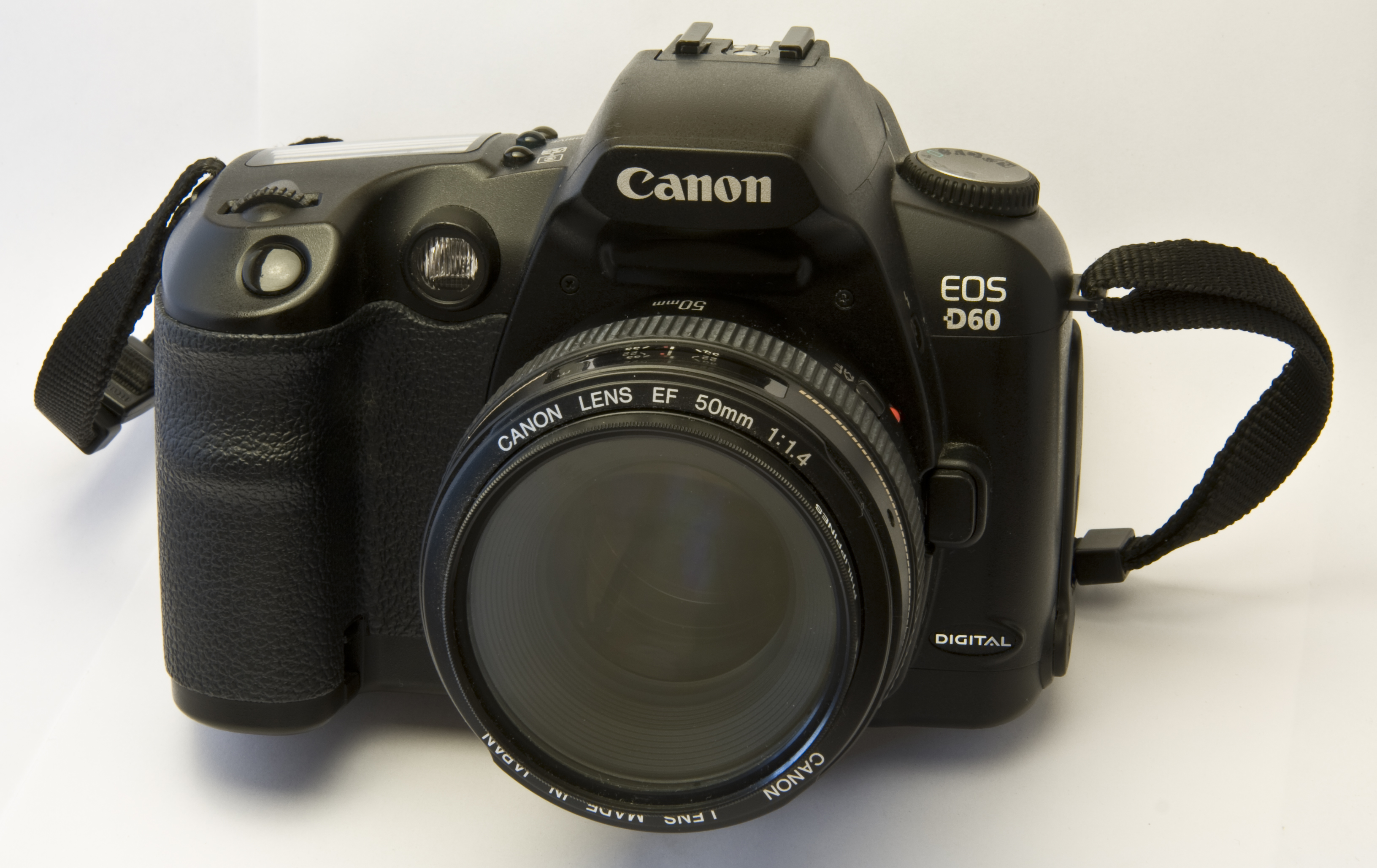

Canon EOS D60 − półprofesjonalna lustrzanka cyfrowa japońskiej firmy Canon. Pochodzi z serii EOS (Electro Optical System). Jej premiera miała miejsce 22 lutego 2002 roku. Jest następcą modelu D30 wyposażonego w  3 megapikselową matrycę CMOS. Posiada matrycę o rozdzielczości 6,29 megapikseli. W modelu tym zastosowany jest zaawansowany tryb E-TTL − tryb pomiaru siły błysku. Pole obrazowe matrycy wynosi 22,7 x 15,1 mm, co daje mnożnik efektywnej ogniskowej obiektywów o wartości 1,6.